# Lista de vereadores de Fortaleza
Esta é a lista dos vereadores de Fortaleza, município brasileiro do estado de Ceará.
A Câmara Municipal de Fortaleza é o órgão legislativo do município de Fortaleza, e é composta por 43 vereadores. O prédio da Câmara chama-se Palácio da Cidadania.

## 19ª Legislatura (2021–2024)
Estes são os vereadores eleitos nas eleições de 15 de novembro de 2020, pelo período de 1° de janeiro de 2021 a 31 de dezembro de 2024:
|    | Nome                                                                             | Partido                                        | Votos  | %    | Observações |
| -- | -------------------------------------------------------------------------------- | ---------------------------------------------- | ------ | ---- | ----------- |
| 1  | Ronaldo Machado Martins (São Paulo, 21.01.1978–)                                 | Republicanos                                   | 31.840 | 2,48 | 1º mandato  |
| 2  | Lúcio Albuquerque Bruno Figueiredo (Fortaleza, 15.12.1970–)                      | Partido Democrático Trabalhista (PDT)          | 23.936 | 1,87 | 1º mandato  |
| 3  | Júlio Brizzi Neto (Fortaleza, 15.12.1982–)                                       | Partido Democrático Trabalhista (PDT)          | 16.424 | 1,28 | 1º mandato  |
| 4  | Antonio Henrique da Silva (2021-2022) (Martins, 24.07.1971–)                     | Partido Democrático Trabalhista (PDT)          | 15.480 | 1,21 | 4º mandato  |
| 5  | Priscila Bezerra da Costa (Fortaleza, 12.09.1984–)                               | Partido Social Cristão (PSC)                   | 14.654 | 1,14 | 2º mandato  |
| 6  | Adail Fernandes Vieira Júnior (Saboeiro, 28.01.1967–)                            | Partido Democrático Trabalhista (PDT)          | 14.005 | 1,09 | 4º mandato  |
| 7  | Gardel Ferreira Rolim (Porto Alegre, 12.05.1982–)                                | Partido Democrático Trabalhista (PDT)          | 11.552 | 0,90 | 2º mandato  |
| 8  | Emanuel Acrizio de Freitas (Itarema, 11.08.1973–)                                | Progressistas (PP)                             | 11.371 | 0,89 | 2º mandato  |
| 9  | Paulo Victor Araújo Martins (Fortaleza, 02.06.1986–)                             | Partido Democrático Trabalhista (PDT)          | 10.591 | 0,64 | 2º mandato  |
| 10 | Ana Paula Brandão da Silva Farias, Enfermeira Ana Paula (Fortaleza, 17.11.1983–) | Partido Democrático Trabalhista (PDT)          | 10.097 | 0,79 | 1º mandato  |
| 11 | Gabriel Lima de Aguiar (Fortaleza, 19.03.1995–)                                  | Partido Socialismo e Liberdade (PSOL)          | 9.888  | 0,77 | 1º mandato  |
| 12 | Dr. Luciano Girão Sales Filho (Fortaleza, 15.03.1975–)                           | Progressistas (PP)                             | 9.857  | 0,77 | 1º mandato  |
| 13 | Adriana Gerônimo Vieira Silva, do Nossa Cara (Fortaleza, 01.02.1990–)            | Partido Socialismo e Liberdade (PSOL)          | 9.824  | 0,77 | 1º mandato  |
| 14 | Dr. Elpídio Nogueira Moreira (Acopiara, 30.07.1952–)                             | Partido Democrático Trabalhista (PDT)          | 9.564  | 0,75 | 7º mandato  |
| 15 | Renan Ehrich Colares (Fortaleza, 28.09.1984–)                                    | Partido Democrático Trabalhista (PDT)          | 9.523  | 0,74 | 2º mandato  |
| 16 | Leonardo Sales Couto Bezerra (Fortaleza, 10.01.1981–)                            | Partido Socialista Brasileiro (PSB)            | 9.426  | 0,73 | 1º mandato  |
| 17 | Raimundo Cunha Filho (Uruoca, 08.09.1968–)                                       | Partido Democrático Trabalhista (PDT)          | 8.755  | 0,68 | 2º mandato  |
| 18 | Regina Cláudia Tabosa Ferreira Gomes (Fortaleza, 10.08.1969–)                    | Democratas (DEM)                               | 8.625  | 0,67 | 3º mandato  |
| 19 | Larissa Maria Fernandes Gaspar da Costa (Fortaleza, 29.08.1983–)                 | Partido dos Trabalhadores (PT)                 | 8.555  | 0,67 | 2º mandato  |
| 20 | Carmelo Silveira Carneiro Leão Neto (Fortaleza, 15.09.2001–)                     | Republicanos                                   | 8.527  | 0,66 | 1º mandato  |
| 21 | Jorge Luiz Cavalcante de Brito Pinheiro (Fortaleza, 01.05.1975–)                 | Partido da Social Democracia Brasileira (PSDB) | 8.319  | 0,65 | 1º mandato  |
| 22 | Pedro Ferreira Mesquita Filho, Ppcell (Fortaleza, 11.04.1983–)                   | Partido Social Democrático (PSD)               | 7.330  | 0,57 | 1º mandato  |
| 23 | José Alberto Bastos Vieira Junior, Inspetor Alberto (Fortaleza, 20.01.1961–)     | Partido Republicano da Ordem Social (PROS)     | 7.301  | 0,57 | 1º mandato  |
| 24 | Julierme Lima de Sena (Fortaleza, 02.12.1978–)                                   | Partido Republicano da Ordem Social (PROS)     | 7.145  | 0,56 | 2º mandato  |
| 25 | Francisco Márcio Martins Barbosa (Fortaleza, 10.02.1978–)                        | Partido Republicano da Ordem Social (PROS)     | 6.944  | 0,54 | 2º mandato  |
| 26 | Fábio Rubens Marques Ramos (Fortaleza, 09.04.1973–)                              | Partido Socialista Brasileiro (PSB)            | 6.819  | 0,53 | 1º mandato  |
| 27 | José da Silva Freires (Quixadá, 19.11.1961–)                                     | Partido Social Democrático (PSD)               | 6.277  | 0,49 | 3º mandato  |
| 28 | Bruno Fernandes Mota, Bruno Mesquita (Fortaleza, 26.03.1986–)                    | Partido Republicano da Ordem Social (PROS)     | 6.099  | 0,48 | 1º mandato  |
| 29 | Michel Lins Cavalcante de Almeida (Fortaleza, 16.06.1982–)                       | Cidadania                                      | 5.936  | 0,46 | 2º mandato  |
| 30 | Ana Maria Teixeira Matos de Sousa, do Aracapé (Itapajé, 12.04.1961–)             | Partido Liberal (PL)                           | 5.922  | 0,46 | 1º mandato  |
| 31 | Guilherme de Figueiredo Sampaio (Fortaleza, 16.12.1970–)                         | Partido dos Trabalhadores (PT)                 | 5.816  | 0,45 | 5º mandato  |
| 32 | Francisca das Chagas Silva de Souza, Tia Francisca (Parnaíba, 04.10.1957–)       | Partido Liberal (PL)                           | 5.793  | 0,45 | 1º mandato  |
| 33 | Francisco Eudes Ferreira Bringel (Fortaleza, 04.05.1972–)                        | Partido Socialista Brasileiro (PSB)            | 5.780  | 0,45 | 1º mandato  |
| 34 | Reginauro Sousa Nascimento, Sargento Reginauro (Fortaleza, 02.04.1973–)          | Partido Republicano da Ordem Social (PROS)     | 5.242  | 0,41 | 1º mandato  |
| 35 | Antonio Ronivaldo da Silva Maia (Tabuleiro do Norte, 13.06.1970–)                | Partido dos Trabalhadores (PT)                 | 4.981  | 0,39 | 3º mandato  |
| 36 | Raimunda Claudenira da Rocha Barros Estrela Barros (Fortaleza, 06.08.1972–)      | Rede Sustentabilidade (REDE)                   | 4.928  | 0,38 | 1º mandato  |
| 37 | Francisco Wellington Saboia Vitorino (Fortaleza, 18.10.1977–)                    | Partido da Mulher Brasileira (PMB)             | 4.915  | 0,38 | 2º mandato  |
| 38 | José Erivaldo Xavier Travassos, Cônsul do Povo (Camaragibe, 27.01.1968–)         | Partido Social Cristão (PSC)                   | 4.028  | 0,31 | 1º mandato  |
| 39 | Francisco Enilson de Sousa Soares, Professor Enilson (Fortaleza, 20.09.1978–)    | Cidadania                                      | 3.788  | 0,30 | 1º mandato  |
| 40 | Danilo Lopes Ferreira Lima (Fortaleza, 29.06.1967–)                              | Podemos (PODE)                                 | 3.782  | 0,29 | 1º mandato  |
| 41 | Kátia Maria Rodrigues de Sousa (Fortaleza, 10.11.1964–)                          | Cidadania                                      | 3.711  | 0,29 | 1º mandato  |
| 42 | João Germano Medeiros, He-Man (Fortaleza, 12.01.1985–)                           | Partido da Mulher Brasileira (PMB)             | 3.157  | 0,25 | 1º mandato  |
| 43 | Júlio Rocha Aquino Junior, Juninho (Caucaia, 07.12.1989–)                        | Partido Social Liberal (PSL)                   | 3.012  | 0,23 | 1º mandato  |

## 18ª Legislatura (2017–2020)
Estes são os vereadores eleitos nas eleições de 2 de outubro de 2016, pelo período de 1° de janeiro de 2017 a 31 de dezembro de 2020:
|    | Nome                                                                   | Partido                                            | Votos  | %    | Observações |
| -- | ---------------------------------------------------------------------- | -------------------------------------------------- | ------ | ---- | ----------- |
| 1  | Célio Studart Barbosa (Fortaleza, 19.06.1987–)                         | Solidariedade (SDD)                                | 38.278 | 3,05 | 1º mandato  |
| 2  | Adail Fernandes Vieira Júnior (Saboeiro, 29.01.1967–)                  | Partido Democrático Trabalhista (PDT)              | 15.912 | 1,27 | 3º mandato  |
| 3  | João Salmito Filho (2017-2018) (Fortaleza, 15.10.1974–)                | Partido Democrático Trabalhista (PDT)              | 15.551 | 1,24 | 4º mandato  |
| 4  | Antônio Henrique da Silva (2019-2020) (Martins, 24.07.1971–)           | Partido Democrático Trabalhista (PDT)              | 13.401 | 1,07 | 3º mandato  |
| 5  | José Iraguassú Teixeira Filho (Fortaleza, 06.12.1977–)                 | Partido Democrático Trabalhista (PDT)              | 12.204 | 0,97 | 1º mandato  |
| 6  | Renan Ehrich Colares (Fortaleza, 28.09.1984–)                          | Partido Democrático Trabalhista (PDT)              | 11.525 | 0,92 | 1º mandato  |
| 7  | Dr. Elpídio Nogueira Moreira (Acopiara, 30.07.1952–)                   | Partido Democrático Trabalhista (PDT)              | 10.394 | 0,83 | 6º mandato  |
| 8  | Benigno de Sousa Carneiro Júnior (Fortaleza, 15.06.1969–)              | Partido Social Democrático (PSD)                   | 9.082  | 0,72 | 2º mandato  |
| 9  | Francisco Mangueira Sobrinho, Didi Mangueira (Fortaleza, 30.01.1960–)  | Partido Democrático Trabalhista (PDT)              | 9.010  | 0,72 | 5º mandato  |
| 10 | Márcio da Cruz Farias (Fortaleza, 28.03.1981–)                         | Partido Social Democrático (PSD)                   | 8.599  | 0,68 | 2º mandato  |
| 11 | Euvaldo Reis da Costa, Evaldo Costa (Floriano, 19.03.1969–)            | Partido Republicano Brasileiro (PRB)               | 8.586  | 0,68 | 1º mandato  |
| 12 | Mairton Félix Ferreira (Itaiçaba, 26.06.1964–)                         | Partido Democrático Trabalhista (PDT)              | 8.323  | 0,66 | 3º mandato  |
| 13 | Jonh Santos Monteiro (Fortaleza, 06.06.1977–)                          | Partido Democrático Trabalhista (PDT)              | 8.322  | 0,66 | 3º mandato  |
| 14 | Dr. Luciram Girão Sales (Maranguape, 20.05.1950–)                      | Partido Democrático Trabalhista (PDT)              | 8.239  | 0,66 | 3º mandato  |
| 15 | Professor Francisco Evaldo Ferreira Lima (Boa Viagem, 08.10.1968–)     | Partido Comunista do Brasil (PCdoB)                | 8.149  | 0,65 | 2º mandato  |
| 16 | Lavoisier Ferrer Lima, Zier Ferrer (Lavras da Mangabeira, 30.08.1961–) | Partido Democrático Trabalhista (PDT)              | 8.134  | 0.65 | 4º mandato  |
| 17 | Paulo Victor Araújo Martins (Fortaleza, 02.06.1986–)                   | Partido Renovador Trabalhista Brasileiro (PRTB)    | 8.004  | 0,64 | 1º mandato  |
| 18 | Odécio Rodrigues Carneiro (Uruoca, 11.10.1970–)                        | Solidariedade (SDD)                                | 7.877  | 0,63 | 1º mandato  |
| 19 | Marcelo Lemos Coelho (Fortaleza, 03.02.1971–)                          | Partido Social Liberal (PSL)                       | 7.869  | 0,63 | 1º mandato  |
| 20 | Soldado Noélio da Rocha Oliveira (Caucaia, 16.04.1985–)                | Partido da República (PR)                          | 7.528  | 0,60 | 1º mandato  |
| 21 | Lucimar Vieira Martins, Bá (Itapiúna, 06.02.1953–)                     | Partido Trabalhista Cristão (PTC)                  | 7.337  | 0,58 | 2º mandato  |
| 22 | Regina Cláudia Tabosa Ferreira Gomes (Fortaleza, 10.08.1969–)          | Partido Trabalhista Cristão (PTC)                  | 7.307  | 0,58 | 2º mandato  |
| 23 | Marta Maria do Socorro Lima Barros Gonçalves (Fortaleza, 23.07.1956–)  | Partido Ecológico Nacional (PEN)                   | 6.685  | 0,53 | 1º mandato  |
| 24 | José da Silva Freires (Quixadá, 19.11.1961–)                           | Partido Ecológico Nacional (PEN)                   | 6.598  | 0,53 | 2º mandato  |
| 25 | Emanuel Acrizio de Freitas (Acaraú, 11.08.1973–)                       | Partido Republicano Progressista (PRP)             | 6.500  | 0,52 | 1º mandato  |
| 26 | Guilherme de Figueiredo Sampaio (Fortaleza, 16.12.1970–)               | Partido dos Trabalhadores (PT)                     | 6.317  | 0,50 | 4º mandato  |
| 27 | José Acrísio de Sena (Fortaleza, 11.07.1962–)                          | Partido dos Trabalhadores (PT)                     | 6.239  | 0,50 | 2º mandato  |
| 28 | Francisco das Chagas Lima da Frota Cavalcante (Fortaleza, 02.04.1955–) | Partido Trabalhista Nacional (PTN)                 | 6.228  | 0,50 | 1º mandato  |
| 29 | Jorge Luiz Cavalcante de Brito Pinheiro (Fortaleza, 01.05.1975–)       | Partido Social Democrata Cristão (PSDC)            | 5.969  | 0,48 | 1º mandato  |
| 30 | Julierme Lima de Sena (Fortaleza, 02.12.1978–)                         | Partido da República (PR)                          | 5.938  | 0,47 | 1º mandato  |
| 31 | Plácido Sobreira Filho (Iguatu, 28.09.1957–)                           | Partido da Social Democracia Brasileira (PSDB)     | 5.804  | 0,46 | 2º mandato  |
| 32 | Priscila Bezerra da Costa (Fortaleza, 12.09.1984–)                     | Partido Renovador Trabalhista Brasileiro (PRTB)    | 5.491  | 0,44 | 1º mandato  |
| 33 | José Barbosa Porto, Portinho (Fortaleza, 03.05.1959–)                  | Partido Renovador Trabalhista Brasileiro (PRTB)    | 5.466  | 0,44 | 1º mandato  |
| 34 | Ésio Feitosa Lima (Crato, 19.03.1964–)                                 | Partido Pátria Livre (PPL)                         | 5.466  | 0,44 | 1º mandato  |
| 35 | Casimiro Leite de Oliveira Neto (Fortaleza, 08.02.1954–)               | Partido do Movimento Democrático Brasileiro (PMDB) | 5.282  | 0,42 | 4º mandato  |
| 36 | Michel Lins Cavalcante de Almeida (Fortaleza, 16.06.1982–)             | Partido Popular Socialista (PPS)                   | 5.275  | 0,42 | 1º mandato  |
| 37 | Gardel Ferreira Rolim (Porto Alegre, 12.05.1982–)                      | Partido Pátria Livre (PPL)                         | 5.107  | 0,41 | 1º mandato  |
| 38 | Raimundo Cunha Filho (Uruoca, 08.09.1968–)                             | Partido Renovador Trabalhista Brasileiro (PRTB)    | 5.079  | 0,40 | 1º mandato  |
| 39 | Marília Freire Paiva, do Posto (Fortaleza, 10.12.1963–)                | Partido Republicano Progressista (PRP)             | 4.639  | 0,37 | 1º mandato  |
| 40 | Larissa Maria Fernandes Gaspar da Costa (Fortaleza, 29.08.1983–)       | Partido Pátria Livre (PPL)                         | 4.445  | 0,35 | 1º mandato  |
| 41 | Antonio Idalmir Carvalho Feitosa (Tauá, 13.06.1940–)                   | Partido da República (PR)                          | 4.338  | 0,35 | 6º mandato  |
| 42 | Francisco Márcio Martins Barbosa (Fortaleza, 10.02.1978–)              | Partido da República (PR)                          | 4.309  | 0,34 | 1º mandato  |
| 43 | Francisco Dummar Ribeiro Lima (Morada Nova, 01.11.1956–)               | Partido Popular Socialista (PPS)                   | 3.115  | 0,25 | 2º mandato  |

## 17ª Legislatura (2013–2016)
Estes são os vereadores eleitos nas eleições de 7 de outubro de 2012, pelo período de 1° de janeiro de 2013 a 31 de dezembro de 2016:
|    | Nome                                                                      | Partido                                            | Votos  | %    | Observações |
| -- | ------------------------------------------------------------------------- | -------------------------------------------------- | ------ | ---- | ----------- |
| 1  | Wagner Sousa Gomes, Capitão Wagner (São Paulo, 21.01.1979–)               | Partido da República (PR)                          | 43.655 | 3,49 | 1º mandato  |
| 2  | Vitor Pereira Valim (Fortaleza, 15.05.1978–)                              | Partido do Movimento Democrático Brasileiro (PMDB) | 29.952 | 2,40 | 2º mandato  |
| 3  | João Alfredo Telles Melo (Fortaleza, 20.11.1958–)                         | Partido Socialismo e Liberdade (PSOL)              | 20.222 | 1,62 | 2º mandato  |
| 4  | Leonel Alencar Júnior, Leonelzinho (Fortaleza, 27.05.1980–)               | Partido Trabalhista do Brasil (PTdoB)              | 14.486 | 1,16 | 2º mandato  |
| 5  | Adail Fernandes Vieira Júnior (Fortaleza, 29.01.1967–)                    | Partido Verde (PV)                                 | 13.695 | 1,10 | 2º mandato  |
| 6  | Antonio Henrique da Silva (Martins, 24.07.1971–)                          | Partido Republicano da Ordem Social (PROS)         | 13.328 | 1,07 | 2º mandato  |
| 7  | Walter Lima Frota Cavalcante (2013-2014) (Crateús, 23.02.1956–)           | Partido do Movimento Democrático Brasileiro (PMDB) | 12.061 | 0,97 | 5º mandato  |
| 8  | Gelson Ferraz de Medeiros (Rio de Janeiro, 18.01.1953–)                   | Partido Republicano Brasileiro (PRB)               | 12.030 | 0,96 | 4º mandato  |
| 9  | Carlos Alberto Gomes Mesquita (Fortaleza, 23.10.1955–)                    | Partido do Movimento Democrático Brasileiro (PMDB) | 11.570 | 0,93 | 6º mandato  |
| 10 | Francisco Wellington Saboia Vitorino (Fortaleza, 18.10.1977–)             | Partido Social Cristão (PSC)                       | 11.410 | 0,91 | 1º mandato  |
| 11 | Jonh Santos Monteiro (Fortaleza, 06.06.1977–)                             | Partido Trabalhista do Brasil (PTdoB)              | 10.782 | 0,86 | 2º mandato  |
| 12 | José Acrísio de Sena (Fortaleza, 11.07.1962–)                             | Partido dos Trabalhadores (PT)                     | 10.769 | 0,86 | 2º mandato  |
| 13 | Maria Magaly Marques Dantas, Dra. Magaly (Iguatu, 03.09.1948–)            | Partido do Movimento Democrático Brasileiro (PMDB) | 10.407 | 0,83 | 6º mandato  |
| 14 | Dr. Elpídio Nogueira Moreira (Acopiara, 30.07.1952–)                      | Partido Socialista Brasileiro (PSB)                | 10.110 | 0,81 | 5º mandato  |
| 15 | José do Carmo Gondim (São Gonçalo do Amarante, 09.08.1937–)               | Partido Social Liberal (PSL)                       | 9.618  | 0,77 | 5º mandato  |
| 16 | Carlos Alberto Dutra da Silva (Rio de Janeiro, 19.05.1959–)               | Partido da Social Democracia Brasileira (PSDB)     | 9.359  | 0,75 | 2º mandato  |
| 17 | Joaquim Beserra da Rocha Filho (Fortaleza, 27.06.1961–)                   | Partido Verde (PV)                                 | 9.346  | 0,75 | 2º mandato  |
| 18 | João Salmito Filho (2015-2016) (Fortaleza, 15.10.1974–)                   | Partido Socialista Brasileiro (PSB)                | 9.328  | 0,75 | 3º mandato  |
| 19 | Guilherme de Figueiredo Sampaio (Fortaleza, 16.12.1970–)                  | Partido dos Trabalhadores (PT)                     | 8.927  | 0,71 | 3º mandato  |
| 20 | Fábio Santiago Braga (Fortaleza, 06.06.1969–)                             | Partido Trabalhista Nacional (PTN)                 | 8.800  | 0,70 | 1º mandato  |
| 21 | Casimiro Leite de Oliveira Neto (Fortaleza, 08.02.1954–)                  | Partido Progressista (PP)                          | 8.662  | 0,69 | 3º mandato  |
| 22 | Mairton Félix Ferreira (Itaiçaba, 26.06.1964–)                            | Democratas (DEM)                                   | 8.532  | 0,68 | 2º mandato  |
| 23 | Maria Leda Moreira e Silva (Fortaleza, 08.09.1965–)                       | Partido Social Liberal (PSL)                       | 8.279  | 0,66 | 2º mandato  |
| 24 | Antonio Ronivaldo da Silva Maia (Tabuleiro do Norte, 13.06.1970–)         | Partido dos Trabalhadores (PT)                     | 8.096  | 0,65 | 2º mandato  |
| 25 | José Adelmo Mendes Martins (Campos Sales, 16.12.1950–)                    | Partido da República (PR)                          | 7.565  | 0,61 | 6º mandato  |
| 26 | Regina Cláudia Tabosa Ferreira Gomes (Fortaleza, 10.08.1969–)             | Partido Trabalhista Cristão (PTC)                  | 7.464  | 0,60 | 1º mandato  |
| 27 | Deodato José Ramalho Júnior (Boa Viagem, 09.06.1956–)                     | Partido dos Trabalhadores (PT)                     | 6.964  | 0,56 | 1º mandato  |
| 28 | Francisco Mangueira Sobrinho, Didi Mangueira (Fortaleza, 30.01.1960–)     | Partido Democrático Trabalhista (PDT)              | 6.944  | 0,56 | 4º mandato  |
| 29 | Eulogio Alves de Melo Neto (Fortaleza, 16.04.1973–)                       | Partido Social Cristão (PSC)                       | 6.832  | 0,55 | 1º mandato  |
| 30 | Lavoisier Ferrer Lima, Zier Ferrer (Lavras da Mangabeira, 30.08.1961–)    | Partido da Mobilização Nacional (PMN)              | 6.808  | 0,55 | 3º mandato  |
| 31 | Alípio Rodrigues de Oliveira Neto (Fortaleza, 03.07.1962–)                | Partido Trabalhista Nacional (PTN)                 | 6.638  | 0,53 | 3º mandato  |
| 32 | José Iraguassú Teixeira (Canindé, 07.01.1941–)                            | Partido Democrático Trabalhista (PDT)              | 6.436  | 0,52 | 6º mandato  |
| 33 | Germana Lima Fontenele Soares (Fortaleza, 17.05.1979–)                    | Partido Humanista da Solidariedade (PHS)           | 6.305  | 0,50 | 2º mandato  |
| 34 | Antonio Farias de Sousa, A Onde É (Monsenhor Tabosa, 19.03.1975–)         | Partido Trabalhista Cristão (PTC)                  | 6.042  | 0,48 | 1º mandato  |
| 35 | Benigno de Sousa Carneiro Júnior (Fortaleza, 15.06.1969–)                 | Partido Social Cristão (PSC)                       | 5.660  | 0,45 | 1º mandato  |
| 36 | Tamara Paiva de Lima, Tamara Holanda (Fortaleza, 02.07.1992–)             | Partido Social Democrata Cristão (PSDC)            | 5.562  | 0,45 | 1º mandato  |
| 37 | Professor Francisco Evaldo Ferreira Lima (Boa Viagem, 08.10.1968–)        | Partido Comunista do Brasil (PCdoB)                | 5.215  | 0,42 | 1º mandato  |
| 38 | Antônia Guedes Cabral Aguiar Rocha, Toinha Rocha (Fortaleza, 28.03.1963–) | Partido Socialismo e Liberdade (PSOL)              | 5.134  | 0,41 | 1º mandato  |
| 39 | Lucimar Vieira Martins, Bá (Itapiúna, 06.02.1953–)                        | Partido Trabalhista Cristão (PTC)                  | 5.011  | 0,40 | 1º mandato  |
| 40 | Marcos Aurélio Bezerra Gomes (Fortaleza, 16.11.1965–)                     | Partido Social Cristão (PSC)                       | 4.951  | 0,40 | 1º mandato  |
| 41 | Francisco Vaidon Oliveira (Acaraú, 02.04.1975–)                           | Partido Social Democrata Cristão (PSDC)            | 4.423  | 0,35 | 1º mandato  |
| 42 | Paulo Osmar dos Santos Diógenes Raimundinha (Rio de Janeiro, 12.04.1961–) | Partido Social Democrático (PSD)                   | 3.858  | 0,31 | 1º mandato  |
| 43 | Márcio da Cruz Farias (Fortaleza, 28.03.1981–)                            | Partido da República (PR)                          | 3.193  | 0,26 | 1º mandato  |

## 16ª Legislatura (2009–2012)
Estes são os vereadores eleitos nas eleições de 5 de outubro de 2008, pelo período de 1° de janeiro de 2009 a 31 de dezembro de 2012:
|    | Nome                                                                   | Partido                                            | Votos  | %    | Observações |
| -- | ---------------------------------------------------------------------- | -------------------------------------------------- | ------ | ---- | ----------- |
| 1  | João Alfredo Telles Melo (Fortaleza, 20.11.1958–)                      | Partido Socialismo e Liberdade (PSOL)              | 14.917 | 1,24 | 1º mandato  |
| 2  | Walter Lima Frota Cavalcante (Crateús, 23.02.1956–)                    | Partido Humanista da Solidariedade (PHS)           | 11.759 | 0,98 | 4º mandato  |
| 3  | José do Carmo Gondim (São Gonçalo do Amarante, 09.08.1937–)            | Partido Social Liberal (PSL)                       | 11.662 | 0,97 | 2º mandato  |
| 4  | Guilherme de Figueiredo Sampaio (Fortaleza, 16.12.1970–)               | Partido dos Trabalhadores (PT)                     | 11.282 | 0,94 | 2º mandato  |
| 5  | Vitor Pereira Valim (Fortaleza, 15.05.1978–)                           | Partido Humanista da Solidariedade (PHS)           | 10.996 | 0,92 | 1º mandato  |
| 6  | Dr. Elpídio Nogueira Moreira (Acopiara, 30.07.1952–)                   | Partido Socialista Brasileiro (PSB)                | 10.520 | 0,88 | 4º mandato  |
| 7  | Eliane Novais Eleutério Teixeira (Fortaleza, 17.04.1958–)              | Partido Socialista Brasileiro (PSB)                | 10.308 | 0,86 | 1º mandato  |
| 8  | Maria Leda Moreira e Silva (Fortaleza, 08.09.1965–)                    | Partido Social Liberal (PSL)                       | 10.029 | 0,83 | 1º mandato  |
| 9  | Mário Hélio Portela Reinaldo (Picos, 30.09.1954–)                      | Partido da Mobilização Nacional (PMN)              | 9.843  | 0,82 | 3º mandato  |
| 10 | Maria Magaly Marques Dantas, Dra. Magaly (Iguatu, 03.09.1948–)         | Partido do Movimento Democrático Brasileiro (PMDB) | 9.813  | 0,82 | 5º mandato  |
| 11 | Gelson Ferraz de Medeiros (Rio de Janeiro, 18.01.1953–)                | Partido Republicano Brasileiro (PRB)               | 9.584  | 0,80 | 3º mandato  |
| 12 | Roberto Mesquita da Silveira Júnior (Baturité, 28.03.1960–)            | Partido Verde (PV)                                 | 9.223  | 0,77 | 2º mandato  |
| 13 | Luciram Girão Sales (Maranguape, 20.05.1950–)                          | Partido Social Liberal (PSL)                       | 9.198  | 0,77 | 2º mandato  |
| 14 | José Acrísio de Sena (2011-2012) (Fortaleza, 11.07.1962–)              | Partido dos Trabalhadores (PT)                     | 9.147  | 0,76 | 1º mandato  |
| 15 | Antonio Ronivaldo da Silva Maia (Tabuleiro do Norte, 13.06.1970–)      | Partido dos Trabalhadores (PT)                     | 8.818  | 0,73 | 1º mandato  |
| 16 | Casimiro Leite de Oliveira Neto (Fortaleza, 08.02.1954–)               | Partido Progressista (PP)                          | 8.766  | 0,73 | 2º mandato  |
| 17 | Paulo Gomes Caminha Muniz (Fortaleza, 03.08.1982–)                     | Partido do Movimento Democrático Brasileiro (PMDB) | 8.154  | 0,68 | 1º mandato  |
| 18 | Dr. Glauber Lacerda Sindeaux (Senador Pompeu, 14.08.1953–)             | Partido Popular Socialista (PPS)                   | 8.102  | 0,67 | 5º mandato  |
| 19 | José Iraguassú Teixeira (Canindé, 07.01.1941–)                         | Partido Democrático Trabalhista (PDT)              | 8.013  | 0,67 | 5º mandato  |
| 20 | Carlos Alberto Gomes Mesquita (Fortaleza, 23.10.1955–)                 | Partido do Movimento Democrático Brasileiro (PMDB) | 8.011  | 0,67 | 5º mandato  |
| 21 | José Adelmo Mendes Martins (Campos Sales, 16.12.1950–)                 | Partido da República (PR)                          | 7.573  | 0,63 | 5º mandato  |
| 22 | João Salmito Filho (2009-2010) (Fortaleza, 15.10.1974–)                | Partido dos Trabalhadores (PT)                     | 7.534  | 0,63 | 2º mandato  |
| 23 | Marcus Sávius Teixeira Souza (Fortaleza, 02.06.1962–)                  | Partido do Movimento Democrático Brasileiro (PMDB) | 7.389  | 0,62 | 4º mandato  |
| 24 | Mairton Félix Ferreira (Itaiçaba, 26.06.1964–)                         | Democratas (DEM)                                   | 7.252  | 0,60 | 1º mandato  |
| 25 | Plácido Sobreira Filho (Iguatu, 28.09.1957–)                           | Partido Democrático Trabalhista (PDT)              | 6.827  | 0,57 | 1º mandato  |
| 26 | Carlos Magno Bezerra Sidou, Carlinhos Sidou (Fortaleza, 16.07.1963–)   | Partido Verde (PV)                                 | 6.675  | 0,56 | 2º mandato  |
| 27 | Joaquim Beserra da Rocha Filho (Fortaleza, 27.06.1961–)                | Partido Verde (PV)                                 | 6.528  | 0,54 | 1º mandato  |
| 28 | Dr. João Batista Gomes da Silva (Fortaleza, 17.09.1960–)               | Partido Renovador Trabalhista Brasileiro (PRTB)    | 6.524  | 0,54 | 2º mandato  |
| 29 | Pastor Carlos Alberto Dutra da Silva (Rio de Janeiro, 19.05.1959–)     | Partido da Social Democracia Brasileira (PSDB)     | 6.478  | 0,54 | 1º mandato  |
| 30 | Francisca Eliana Gomes dos Santos (Canindé, 22.05.1961–)               | Partido Comunista do Brasil (PCdoB)                | 6.181  | 0,51 | 2º mandato  |
| 31 | Leonel Alencar Júnior, Leonelzinho (Fortaleza, 27.05.1980–)            | Partido Trabalhista do Brasil (PTdoB)              | 6.176  | 0,51 | 1º mandato  |
| 32 | Alípio Rodrigues de Oliveira Neto (Fortaleza, 03.07.1962–)             | Partido Trabalhista Nacional (PTN)                 | 6.064  | 0,50 | 2º mandato  |
| 33 | Marcelo de Oliveira Mendes (Fortaleza, 10.10.1966–)                    | Partido Trabalhista Cristão (PTC)                  | 5.172  | 0,43 | 1º mandato  |
| 34 | Adail Fernandes Vieira Júnior (Saboeiro, 29.01.1967–)                  | Partido Republicano Progressista (PRP)             | 4.991  | 0,42 | 1º mandato  |
| 35 | Dr. Ciro Albuquerque Marques (Fortaleza, 03.02.1952–)                  | Partido Trabalhista Cristão (PTC)                  | 4.770  | 0,40 | 1º mandato  |
| 36 | Antonio Henrique da Silva (Martins, 24.07.1971–)                       | Partido Trabalhista Nacional (PTN)                 | 4.702  | 0,39 | 1º mandato  |
| 37 | Paulo de Tarso Facó Bezerra (Aracoiaba, 28.03.1954–)                   | Partido Trabalhista do Brasil (PTdoB)              | 4.657  | 0,39 | 3º mandato  |
| 38 | Antônio da Silveira Machado Neto, Machadinho (Fortaleza, 08.07.1939–)  | Democratas (DEM)                                   | 4.474  | 0,37 | 4º mandato  |
| 39 | José da Silva Freire (Quixadá, 19.11.1961–)                            | Partido Trabalhista Nacional (PTN)                 | 4.321  | 0,36 | 1º mandato  |
| 40 | Benzaliel Constant do Nascimento, Irmão Léo (Teresina, 02.09.1963–)    | Partido Republicano Progressista (PRP)             | 3.434  | 0,29 | 1º mandato  |
| 41 | Francisco Valdete Vasconcelos Araújo, Valdeck (Fortaleza, 16.05.1953–) | Partido Trabalhista Brasileiro (PTB)               | 3.419  | 0,28 | 1º mandato  |

## 15ª Legislatura (2005–2008)
Estes são os vereadores eleitos nas eleições de 3 de outubro de 2004, pelo período de 1° de janeiro de 2005 a 31 de dezembro de 2008:
|    | Nome                                                                              | Partido                                            | Votos  | %    | Observações |
| -- | --------------------------------------------------------------------------------- | -------------------------------------------------- | ------ | ---- | ----------- |
| 1  | Nelba Aparecida Arrais Maia Fortaleza (Limoeiro do Norte, 03.08.1964–)            | Partido do Movimento Democrático Brasileiro (PMDB) | 15.562 | 1,38 | 2º mandato  |
| 2  | Carlos Alberto Gomes Mesquita (Fortaleza, 23.10.1955–)                            | Partido do Movimento Democrático Brasileiro (PMDB) | 14.691 | 1,30 | 4º mandato  |
| 3  | Walter Lima Frota Cavalcante (Crateús, 23.02.1956–)                               | Partido do Movimento Democrático Brasileiro (PMDB) | 13.066 | 1,16 | 3º mandato  |
| 4  | Gelson Ferraz de Medeiros (Rio de Janeiro, 18.01.1953–)                           | Partido Liberal (PL)                               | 12.363 | 1,10 | 2º mandato  |
| 5  | José Carlos Beserra de Carvalho, Vereador Cacá (Fortaleza, 08.10.1947–)           | Partido do Movimento Democrático Brasileiro (PMDB) | 12.285 | 1,09 | 5º mandato  |
| 6  | Antônio Augusto Moreira e Silva, Augustinho Moreira (Fortaleza, 24.03.1957–)      | Partido da Social Democracia Brasileira (PSDB)     | 12.212 | 1,08 | 2º mandato  |
| 7  | Drª Terezinha de Jesus Lima (Frecheirinha, 26.10.1946–)                           | Partido do Movimento Democrático Brasileiro (PMDB) | 12.026 | 1,07 | 1º mandato  |
| 8  | Edvânia Matias Ferreira, Deborah Soft (Caruaru, 30.08.1982–)                      | Partido Trabalhista Nacional (PTN)                 | 11.590 | 1,03 | 1º mandato  |
| 9  | Regina Cely Diniz Assêncio (Fortaleza, 19.04.1962–)                               | Partido do Movimento Democrático Brasileiro (PMDB) | 10.814 | 0,96 | 1º mandato  |
| 10 | Eliezer Moreira da Silva (Salvador, 05.03.1962–)                                  | Partido da Frente Liberal (PFL)                    | 10.563 | 0,94 | 1º mandato  |
| 11 | Raimundo Nonato Ferreira Aragão (Sobral, 14.02.1958–)                             | Partido Democrático Trabalhista (PDT)              | 10.554 | 0,94 | 1º mandato  |
| 12 | Marcus Sávius Teixeira Sousa (Fortaleza, 02.06.1962–)                             | Partido do Movimento Democrático Brasileiro (PMDB) | 10.510 | 0,93 | 3º mandato  |
| 13 | Professor Antônio Helder Couto Bezerra (Fortaleza, 27.01.1958–)                   | Partido da Mobilização Nacional (PMN)              | 8.477  | 0,75 | 1º mandato  |
| 14 | José Adelmo Mendes Martins (Campos Sales, 16.12.1950–)                            | Partido Progressista (PP)                          | 8.462  | 0,75 | 4º mandato  |
| 15 | Marcílio Catunda Ferreira Gomes (Fortaleza, 26.01.1959–)                          | Partido Progressista (PP)                          | 8.437  | 0,75 | 2º mandato  |
| 16 | Antônio da Silveira Machado Neto, Machadinho (Fortaleza, 08.07.1939–)             | Partido da Frente Liberal (PFL)                    | 8.322  | 0,74 | 3º mandato  |
| 17 | Jorge Vieira (Fortaleza, 14.01.1964–)                                             | Partido Liberal (PL)                               | 7.716  | 0,68 | 2º mandato  |
| 18 | José Maria Arruda Pontes, Zé (Fortaleza, 15.08.1951–)                             | Partido dos Trabalhadores (PT)                     | 7.361  | 0,65 | 2º mandato  |
| 19 | José Iraguassú Teixeira (Canindé, 07.01.1941–)                                    | Partido Democrático Trabalhista (PDT)              | 7.241  | 0,64 | 4º mandato  |
| 20 | Dr. Glauber Lacerda Sindeaux (Senador Pompeu, 14.08.1953–)                        | Partido Popular Socialista (PPS)                   | 7.092  | 0,63 | 4º mandato  |
| 21 | Luciram Girão Sales (Maranguape, 20.05.1950–)                                     | Partido Liberal (PL)                               | 6.908  | 0,61 | 1º mandato  |
| 22 | José Alri Rodrigues Nogueira (Quixeramobim, 01.03.1955–)                          | Partido Social Liberal (PSL)                       | 6.850  | 0,61 | 1º mandato  |
| 23 | Dr. Elpídio Nogueira Moreira (Acopiara, 30.07.1952–)                              | Partido Popular Socialista (PPS)                   | 6.800  | 0,60 | 3º mandato  |
| 24 | Antonio Idalmir Carvalho Feitosa (Tauá, 13.06.1940–)                              | Partido da Social Democracia Brasileira (PSDB)     | 6.784  | 0,60 | 5º mandato  |
| 25 | Agostinho Frederico Carmo Gomes, Tin Gomes (2005-2008) (Fortaleza, 28.09.1960–)   | Partido Humanista da Solidariedade (PHS)           | 6.573  | 0,58 | 2º mandato  |
| 26 | Aluísio Sérgio Novais Eleutério (Fortaleza, 05.11.1956–)                          | Partido Socialista Brasileiro (PSB)                | 6.066  | 0,54 | 4º mandato  |
| 27 | João Salmito Filho (Fortaleza, 15.10.1974–)                                       | Partido dos Trabalhadores (PT)                     | 5.886  | 0,52 | 1º mandato  |
| 28 | Mário Hélio Portela Reinaldo (Picos, 30.09.1954–)                                 | Partido da Mobilização Nacional (PMN)              | 5.809  | 0,51 | 2º mandato  |
| 29 | Francisco Mangueira Sobrinho, Didi Mangueira (Lavras da Mangabeira, 30.01.1960–)  | Partido Social Liberal (PSL)                       | 5.807  | 0,51 | 2º mandato  |
| 30 | Luiz Carlos Andrade Morais, Lula Morais (Fortaleza, 06.04.1955–)                  | Partido Comunista do Brasil (PCdoB)                | 5.679  | 0,50 | 2º mandato  |
| 31 | Guilherme de Figueiredo Sampaio (Fortaleza, 16.12.1970–)                          | Partido dos Trabalhadores (PT)                     | 5.333  | 0,47 | 1º mandato  |
| 32 | Maria de Fátima Santana Arrais Leite (Fortaleza, 24.03.1956–)                     | Partido Humanista da Solidariedade (PHS)           | 5.220  | 0,46 | 2º mandato  |
| 33 | José do Carmo Gondim (São Gonçalo do Amarante, 09.08.1937–)                       | Partido Social Liberal (PSL)                       | 4.902  | 0,43 | 1º mandato  |
| 34 | Tomaz Holanda de Lima (Fortaleza, 18.09.1967–)                                    | Partido Verde (PV)                                 | 4.812  | 0,43 | 1º mandato  |
| 35 | Carlos Magno Bezerra Sidou, Carlinhos Sidou (Fortaleza, 16.07.1963–)              | Partido dos Aposentados da Nação (PAN)             | 4.491  | 0,10 | 1º mandato  |
| 36 | Dr. João Batista Gomes da Silva (Fortaleza, 17.09.1960–)                          | Partido dos Aposentados da Nação (PAN)             | 4.357  | 0,39 | 1º mandato  |
| 37 | João da Cruz Silva (São Luís, 05.04.1941–)                                        | Partido Verde (PV)                                 | 4.266  | 0,38 | 1º mandato  |
| 38 | José Elson Damasceno (Fortaleza, 06.08.1951–)                                     | Partido Humanista da Solidariedade (PHS)           | 4.230  | 0,37 | 2º mandato  |
| 39 | Francisco Rodrigues Filho, Dr. Chico Rodrigues (Nova Russas, 22.10.1963–)         | Partido Social Liberal (PSL)                       | 4.215  | 0,37 | 1º mandato  |
| 40 | Francisco Willame Correia de Lima (Fortaleza, 15.10.1960–)                        | Partido Humanista da Solidariedade (PHS)           | 4.066  | 0,36 | 2º mandato  |
| 41 | Francisco Carlos de Santana Fernandes, Carlinhos Santana (Fortaleza, 20.07.1963–) | Partido Republicano Progressista (PRP)             | 3.559  | 0,32 | 1º mandato  |

## 14ª Legislatura (2001–2004)
Estes são os vereadores eleitos nas eleições de 1º de outubro de 2000, pelo período de 1° de janeiro de 2001 a 31 de dezembro de 2004:
|    | Nome                                                                             | Partido                                            | Votos  | %    | Observações |
| -- | -------------------------------------------------------------------------------- | -------------------------------------------------- | ------ | ---- | ----------- |
| 1  | José Maria Couto Bezerra (2001-2002) (Fortaleza, 12.05.1946–)                    | Partido do Movimento Democrático Brasileiro (PMDB) | 16.257 | 1,72 | 4º mandato  |
| 2  | José Airton Félix Cirilo da Silva (Aracati, 21.02.1957–)                         | Partido dos Trabalhadores (PT)                     | 14.040 | 1,48 | 1º mandato  |
| 3  | Alexandre Diego Jácome de Melo, Alexandre de Jesus (Sobral, 14.02.1972–)         | Partido da Frente Liberal (PFL)                    | 13.745 | 1,45 | 1º mandato  |
| 4  | Lucílvio Girão Sales (Maranguape, 16.05.1953–)                                   | Partido do Movimento Democrático Brasileiro (PMDB) | 13.091 | 1,38 | 2º mandato  |
| 5  | Walter Lima Frota Cavalcante (Crateús, 23.02.1956–)                              | Partido do Movimento Democrático Brasileiro (PMDB) | 12.755 | 1,35 | 2º mandato  |
| 6  | Carlos Alberto Gomes Mesquita (2003-2004) (Fortaleza, 23.10.1955–)               | Partido do Movimento Democrático Brasileiro (PMDB) | 12.145 | 1,28 | 3º mandato  |
| 7  | Marcus Sávius Teixeira Sousa (Fortaleza, 02.06.1962–)                            | Partido do Movimento Democrático Brasileiro (PMDB) | 11.403 | 1,20 | 2º mandato  |
| 8  | José Nelson Martins de Sousa (Hidrolândia, 10.04.1959–)                          | Partido dos Trabalhadores (PT)                     | 10.703 | 1,13 | 2º mandato  |
| 9  | José Carlos Beserra de Carvalho, Cacá (Fortaleza, 08.10.1947–)                   | Partido do Movimento Democrático Brasileiro (PMDB) | 10.317 | 1,09 | 4º mandato  |
| 10 | Nelba Aparecida Arrais Maia Fortaleza (Limoeiro do Norte, 03.08.1964–)           | Partido do Movimento Democrático Brasileiro (PMDB) | 10.308 | 1,09 | 1º mandato  |
| 11 | Antônio Augusto Moreira e Silva, Augustinho Moreira (Fortaleza, 24.03.1957–)     | Partido Progressista (PP)                          | 10.192 | 1,08 | 1º mandato  |
| 12 | Gelson Ferraz de Medeiros (Rio de Janeiro, 18.01.1953–)                          | Partido Trabalhista Brasileiro (PTB)               | 9.830  | 1,04 | 1º mandato  |
| 13 | Luizianne de Oliveira Lins (Fortaleza, 18.11.1968–)                              | Partido dos Trabalhadores (PT)                     | 9.725  | 1,03 | 2º mandato  |
| 14 | José Maurílio Assêncio de Araújo (Petrolina, 13.05.1940–)                        | Partido do Movimento Democrático Brasileiro (PMDB) | 9.107  | 0,96 | 3º mandato  |
| 15 | Dr. Heitor Correia Férrer (Lavras da Mangabeira, 11.10.1955–)                    | Partido Democrático Trabalhista (PDT)              | 8.729  | 0,92 | 4º mandato  |
| 16 | José Iraguassú Teixeira (Canindé, 07.01.1941–)                                   | Partido Democrático Trabalhista (PDT)              | 8.721  | 0,92 | 3º mandato  |
| 17 | Maria Magaly Marques Dantas, Doutora Magaly (Iguatu, 03.09.1948–)                | Partido Trabalhista Brasileiro (PTB)               | 8.647  | 0,91 | 3º mandato  |
| 18 | Francisco Eurivá Matias (Fortaleza, 12.06.1949–)                                 | Partido do Movimento Democrático Brasileiro (PMDB) | 8.608  | 0,91 | 4º mandato  |
| 19 | Lavoisier Ferrer Lima (Fortaleza, 30.08.1961–)                                   | Partido Social Democrático (PSD)                   | 8.499  | 0,90 | 2º mandato  |
| 20 | Francisco Antônio Martins Nogueira (Fortaleza, 11.04.1950–)                      | Partido da Social Democracia Brasileira (PSDB)     | 7.804  | 0,82 | 3º mandato  |
| 21 | Ageu da Costa Rodrigues (Itapipoca, 12.10.1957–)                                 | Partido Social Cristão (PSC)                       | 7.654  | 0,81 | 1º mandato  |
| 22 | Antônio da Silveira Machado Neto, Machadinho (Fortaleza, 08.07.1939–)            | Partido da Frente Liberal (PFL)                    | 7.272  | 0,77 | 2º mandato  |
| 23 | Dr. Glauber Lacerda Sindeaux (Senador Pompeu, 14.08.1953–)                       | Partido Popular Socialista (PPS)                   | 7.256  | 0,77 | 3º mandato  |
| 24 | Antonio Idalmir Carvalho Feitosa (Tauá, 13.06.1940–)                             | Partido da Social Democracia Brasileira (PSDB)     | 7.127  | 0,75 | 4º mandato  |
| 25 | José Adelmo Mendes Martins (Campos Sales, 16.12.1950–)                           | Partido dos Aposentados da Nação (PAN)             | 6.670  | 0,70 | 4º mandato  |
| 26 | Casimiro Leite de Oliveira Neto (Fortaleza, 08.02.1954–)                         | Partido Progressista (PP)                          | 6.609  | 0,70 | 1º mandato  |
| 27 | Leonel Pereira de Alencar Neto, Coronel Leonel (Fortaleza, 24.01.1951–)          | Partido da Social Democracia Brasileira (PSDB)     | 6.607  | 0,70 | 1º mandato  |
| 28 | Luiz Ademar Dias Arruda (Fortaleza, 27.04.1956–)                                 | Partido Popular Socialista (PPS)                   | 6.242  | 0,66 | 2º mandato  |
| 29 | Dr. Elpídio Nogueira Moreira (Acopiara, 30.07.1952–)                             | Partido Popular Socialista (PPS)                   | 6.231  | 0,66 | 2º mandato  |
| 30 | Dr. Jaziel Pereira de Sousa (Camocim, 03.05.1961–)                               | Partido Liberal (PL)                               | 5.814  | 0,61 | 1º mandato  |
| 31 | Francisco Dummar Ribeiro Lima (Morada Nova, 01.11.1956–)                         | Partido da Mobilização Nacional (PMN)              | 5.782  | 0,61 | 1º mandato  |
| 32 | Dr. José Maria Arruda Pontes (Fortaleza, 15.08.1951–)                            | Partido dos Trabalhadores (PT)                     | 5.529  | 0,58 | 1º mandato  |
| 33 | Luiz Carlos Andrade Morais, Lula Morais (Fortaleza, 06.04.1955–)                 | Partido Comunista do Brasil (PCdoB)                | 5.356  | 0,57 | 1º mandato  |
| 34 | Paulo Barreto Ribeiro Mindêllo (Fortaleza, 17.05.1951–)                          | Partido Popular Socialista (PPS)                   | 5.345  | 0,56 | 3º mandato  |
| 35 | Germana Lima Fontenele Soares (Fortaleza, 17.05.1979–)                           | Partido da Mobilização Nacional (PMN)              | 5.287  | 0,56 | 1º mandato  |
| 36 | Carlos Régis de Borba Benevides (Fortaleza, 05.12.1967–)                         | Partido Liberal (PL)                               | 4.031  | 0,43 | 2º mandato  |
| 37 | Francisco José Caminha Almeida (Fortaleza, 16.05.1958–)                          | Partido Humanista da Solidariedade (PHS)           | 3.608  | 0,38 | 2º mandato  |
| 38 | Rogério de Alencar Araripe Pinheiro (Fortaleza, 26.05.1958–)                     | Partido Socialista Brasileiro (PSB)                | 3.386  | 0,36 | 1º mandato  |
| 39 | Luciano Rodrigues Dias (Fortaleza, 03.07.1950–28.09.2003)                        | Partido Humanista da Solidariedade (PHS)           | 3.225  | 0,34 | 1º mandato  |
| 40 | Marcílio Catunda Ferreira Gomes (Fortaleza, 26.01.1959–)                         | Partido Humanista da Solidariedade (PHS)           | 3.103  | 0,33 | 2º mandato  |
| 41 | Francisco Mangueira Sobrinho, Didi Mangueira (Lavras da Mangabeira, 30.01.1960–) | Partido Social Liberal (PSL)                       | 3.046  | 0,32 | 1º mandato  |

## 13ª Legislatura (1997–2000)
Estes são os vereadores eleitos nas eleições de 3 de outubro de 1996, pelo período de 1° de janeiro de 1997 a 31 de dezembro de 2000:
|    | Nome                                                                      | Partido                                            | Votos  | %    | Observações                    |
| -- | ------------------------------------------------------------------------- | -------------------------------------------------- | ------ | ---- | ------------------------------ |
| 1  | Patrícia Lúcia Saboya Ferreira Gomes (Sobral, 10.10.1962–)                | Partido da Social Democracia Brasileira (PSDB)     | 21.839 | 2,73 | 1º mandato                     |
| 2  | Francisco Almeida Lima, Almeida de Jesus (Limoeiro do Norte, 08.01.1959–) | Partido Trabalhista Brasileiro (PTB)               | 10.065 | 1,26 | 1º mandato                     |
| 3  | Marcus Sávius Teixeira Sousa (Fortaleza, 02.06.1962–)                     | Partido do Movimento Democrático Brasileiro (PMDB) | 9.227  | 1,15 | 1º mandato                     |
| 4  | Acilon Gonçalves Pinto Júnior (1997-1998) (Eusébio, 03.03.1956–)          | Partido do Movimento Democrático Brasileiro (PMDB) | 9.212  | 1,15 | 2º mandato                     |
| 5  | José Sérgio Teixeira Benevides (Itapipoca, 25.03.1958–)                   | Partido do Movimento Democrático Brasileiro (PMDB) | 8.767  | 1,10 | 3º mandato                     |
| 6  | José Carlos Beserra de Carvalho, Cacá (Fortaleza, 08.10.1947–)            | Partido do Movimento Democrático Brasileiro (PMDB) | 8.576  | 1,07 | 3º mandato                     |
| 7  | Raimundo Narcílio de Andrade (Quixadá, 10.03.1941–)                       | Partido do Movimento Democrático Brasileiro (PMDB) | 7.895  | 0,99 | 3º mandato                     |
| 8  | José Maurílio Assêncio de Araújo (Petrolina, 13.05.1940–)                 | Partido do Movimento Democrático Brasileiro (PMDB) | 7.793  | 0,97 | 2º mandato                     |
| 9  | Walter Lima Frota Cavalcante (Crateús, 23.02.1956–)                       | Partido do Movimento Democrático Brasileiro (PMDB) | 7.563  | 0,95 | 1º mandato                     |
| 10 | José Maria Couto Bezerra (1999-2000) (Fortaleza, 12.05.1946–)             | Partido do Movimento Democrático Brasileiro (PMDB) | 7.550  | 0,94 | 3º mandato                     |
| 11 | Lucílvio Girão Sales (Maranguape, 16.05.1953–)                            | Partido do Movimento Democrático Brasileiro (PMDB) | 7.266  | 0,91 | 1º mandato                     |
| 12 | Francisco Lopes da Silva, Chico Lopes (Teresina, 13.08.1939–)             | Partido Comunista do Brasil (PCdoB)                | 7.212  | 0,90 | 3º mandato. Renuncia o mandato |
| 13 | José Adelmo Mendes Martins (Campos Sales, 16.12.1950–)                    | Partido Liberal (PL)                               | 6.661  | 0,83 | 2º mandato                     |
| 14 | Francisco Eurivá Matias, Titico (Fortaleza, 12.06.1949–)                  | Partido do Movimento Democrático Brasileiro (PMDB) | 6.620  | 0,83 | 3º mandato                     |
| 15 | Sílvio Ernesto Veras Frota (Crateús, 05.05.1961–)                         | Partido da Mobilização Nacional (PMN)              | 6.613  | 0,83 | 1º mandato                     |
| 16 | Afrânio Marques Leite (Canindé, 05.06.1951–Fortaleza, 25.05.2012)         | Partido Trabalhista Brasileiro (PTB)               | 6.466  | 0,81 | 1º mandato                     |
| 17 | Maria Magaly Marques Dantas (Iguatu, 03.09.1948–)                         | Partido do Movimento Democrático Brasileiro (PMDB) | 6.443  | 0,81 | 2º mandato                     |
| 18 | Elpídio Nogueira Moreira (Acopiara, 30.07.1952–)                          | Partido do Movimento Democrático Brasileiro (PMDB) | 6.313  | 0,79 | 1º mandato                     |
| 19 | Antônio da Silveira Machado Neto, Machadinho (Fortaleza, 08.07.1939–)     | Partido da Frente Liberal (PFL)                    | 6.254  | 0,78 | 1º mandato                     |
| 20 | Carlos Alberto Gomes Mesquita (Fortaleza, 23.10.1955–)                    | Partido do Movimento Democrático Brasileiro (PMDB) | 6.200  | 0,78 | 2º mandato                     |
| 21 | Glauber Lacerda Sindeaux (Senador Pompeu, 14.08.1953–)                    | Partido Social Cristão (PSC)                       | 6.124  | 0,77 | 2º mandato                     |
| 22 | Agostinho Moreira e Silva (Farias Brito, 26.09.1928–Fortaleza, 1999)      | Partido Democrático Trabalhista (PDT)              | 6.050  | 0,76 | 2º mandato                     |
| 23 | Ivá da Paz Monteiro (Itapajé, 25.01.1958–)                                | Partido Social Cristão (PSC)                       | 5.897  | 0,74 | 1º mandato                     |
| 24 | Luizianne de Oliveira Lins (Fortaleza, 18.11.1968–)                       | Partido dos Trabalhadores (PT)                     | 5.336  | 0,67 | 1º mandato                     |
| 25 | Luis Átila de Holanda Bezerra (Fortaleza, 21.02.1951–)                    | Partido Social Cristão (PSC)                       | 5.230  | 0,65 | 3º mandato                     |
| 26 | Heitor Correia Férrer (Lavras da Mangabeira, 11.10.1955–)                 | Partido Democrático Trabalhista (PDT)              | 5.182  | 0,65 | 3º mandato                     |
| 27 | José Nelson Martins de Sousa (Hidrolândia, 10.04.1959–)                   | Partido dos Trabalhadores (PT)                     | 4.912  | 0,61 | 1º mandato                     |
| 28 | Luiz Ademar Dias Arruda (Fortaleza, 27.04.1956–)                          | Partido Liberal (PL)                               | 4.776  | 0,60 | 1º mandato                     |
| 29 | Antonio Durval Ferraz Soares (Salvador, 06.10.1947–Fortaleza, 21.12.2018) | Partido dos Trabalhadores (PT)                     | 4.685  | 0,59 | 3º mandato                     |
| 30 | Maria José Albuquerque Oliveira (Pacatuba, 31.03.1930–)                   | Partido Progressista Brasileiro (PPB)              | 4.662  | 0,58 | 6º mandato                     |
| 31 | Cid Marconi Gurgel de Souza (Fortaleza, 29.03.1963–)                      | Partido da Social Democracia Brasileira (PSDB)     | 4.409  | 0,55 | 2º mandato                     |
| 32 | Aluísio Sérgio Novais Eleutério (Fortaleza, 05.11.1956–)                  | Partido Socialista Brasileiro (PSB)                | 4.224  | 0,53 | 3º mandato                     |
| 33 | Francisco Willame Correia de Lima (Fortaleza, 15.10.1960–)                | Partido Social Democrático (PSD)                   | 4.128  | 0,52 | 1º mandato                     |
| 34 | Amilton Alves Gomes (Fortaleza, 21.01.1955–)                              | Partido Progressista Brasileiro (PPB)              | 4.070  | 0,51 | 1º mandato                     |
| 35 | Antonio Idalmir Carvalho Feitosa (Tauá, 13.06.1940–)                      | Partido da Social Democracia Brasileira (PSDB)     | 4.065  | 0,51 | 3º mandato                     |
| 36 | Paulo Barreto Ribeiro Mindêllo (Fortaleza, 17.05.1951–)                   | Partido da Social Democracia Brasileira (PSDB)     | 3.866  | 0,48 | 2º mandato                     |
| 37 | Edgar Mendes Filho (Fortaleza, 27.08.1937–)                               | Partido Liberal (PL)                               | 3.777  | 0,47 | 3º mandato                     |
| 38 | Lavoisier Ferrer Lima (Fortaleza, 30.08.1961–)                            | Partido Social Democrático (PSD)                   | 3.661  | 0,46 | 1º mandato                     |
| 39 | Alberto Gomes de Queiroz (Fortaleza, 21.04.1942–)                         | Partido Popular Socialista (PPS)                   | 3.370  | 0,42 | 2º mandato                     |
| 40 | Francisco Moreira Leitão (Fortaleza, 03.05.1956–)                         | Partido Social Democrático (PSD)                   | 3.180  | 0,40 | 2º mandato                     |
| 41 | Francisco José Caminha Almeida (Fortaleza, 16.05.1958–)                   | Partido da Solidariedade Nacional (PSN)            | 1.846  | 0,23 | 1º mandato                     |

## 12ª Legislatura (1993–1996)
Estes são os vereadores eleitos nas eleições de 3 de outubro de 1992, pelo período de 1° de janeiro de 1993 a 31 de dezembro de 1996:
|    | Nome                                                                      | Partido                                            | Votos | Observações |
| -- | ------------------------------------------------------------------------- | -------------------------------------------------- | ----- | ----------- |
| 1  | José Sérgio Teixeira Benevides (Itapipoca, 25.03.1958–)                   | Partido do Movimento Democrático Brasileiro (PMDB) | 6.029 | 2º mandato  |
| 2  | Rosa Maria Ferreira da Fonseca                                            | Partido Socialista Brasileiro (PSB)                | 5.613 | 1º mandato  |
| 3  | Artur José Vieira Bruno (Fortaleza, 04.08.1959–)                          | Partido dos Trabalhadores (PT)                     | 5.536 | 2º mandato  |
| 4  | José Maria Couto Bezerra (Fortaleza, 12.05.1946–)                         | Partido do Movimento Democrático Brasileiro (PMDB) | 5.511 | 2º mandato  |
| 5  | Maria Magaly Marques Dantas (Iguatu, 03.09.1948–)                         | Partido do Movimento Democrático Brasileiro (PMDB) | 4.472 | 1º mandato  |
| 6  | José Carlos Beserra de Carvalho, Cacá (Fortaleza, 08.10.1947–)            | Partido do Movimento Democrático Brasileiro (PMDB) | 4.271 | 2º mandato  |
| 7  | Antonio Durval Ferraz Soares (Salvador, 06.10.1947–Fortaleza, 21.12.2018) | Partido dos Trabalhadores (PT)                     | 4.190 | 2º mandato  |
| 8  | Maria Gorete Pereira (Juazeiro do Norte, 10.04.1952–)                     | Partido da Frente Liberal (PFL)                    | 4.174 | 2º mandato  |
| 9  | Agostinho Moreira e Silva (Farias Brito, 26.09.1928–Fortaleza, 1999)      | Partido Democrático Trabalhista (PDT)              | 4.056 | 1º mandato  |
| 10 | Acilon Gonçalves Pinto Júnior (Eusébio, 03.03.1956–)                      | Partido do Movimento Democrático Brasileiro (PMDB) | 4.012 | 1º mandato  |
| 11 | Raimundo Narcílio de Andrade (Quixadá, 10.03.1941–)                       | Partido do Movimento Democrático Brasileiro (PMDB) | 3.839 | 2º mandato  |
| 12 | Maria José Albuquerque Oliveira (Pacatuba, 31.03.1930–)                   | Partido Social Democrático (PSD)                   | 3.805 | 2º mandato  |
| 12 | Antonio Idalmir Carvalho Feitosa (Tauá, 13.06.1940–)                      | Partido da Social Democracia Brasileira (PSDB)     | 3.755 | 2º mandato  |
| 13 | Carlos Régis de Borba Benevides (Fortaleza, 05.12.1967–)                  | Partido Liberal (PL)                               | 3.598 | 1º mandato  |
| 14 | Francisco Antônio Martins Nogueira (Fortaleza, 11.04.1950–)               | Partido do Movimento Democrático Brasileiro (PMDB) | 3.563 | 2º mandato  |
| 15 | José Sarto Nogueira Moreira (1993-1994)                                   | Partido do Movimento Democrático Brasileiro (PMDB) | 3.462 | 2º mandato  |
| 16 | João Barbosa Pinheiro Sobrinho (??, 09.08.1950–)                          | Partido da Social Democracia Brasileira (PSDB)     | 3.436 | 2º mandato  |
| 17 | Paulo Barreto Ribeiro Mindêllo (Fortaleza, 17.05.1951–)                   | Partido da Social Democracia Brasileira (PSDB)     | 3.341 | 2º mandato  |
| 18 | José Adelmo Mendes Martins (Campos Sales, 16.12.1950–)                    | Partido Liberal (PL)                               | 3.324 | 1º mandato  |
| 19 | Edmilson Almeida Fernandes, Major Edmilson (Fortaleza, 27.05.1948–)       | Partido Democrático Social (PDS)                   | 3.264 | 2º mandato  |
| 20 | José Iraguassú Teixeira (Canindé, 07.01.1941–)                            | Partido Democrático Trabalhista (PDT)              | 3.246 | 2º mandato  |
| 21 | Heitor Correia Férrer (Lavras da Mangabeira, 11.10.1955–)                 | Partido Democrático Trabalhista (PDT)              | 3.238 | 2º mandato  |
| 22 | Francisco Lopes da Silva, Chico Lopes (Teresina, 13.08.1939–)             | Partido Comunista do Brasil (PCdoB)                | 3.231 | 1º mandato  |
| 23 | Francisco Eurivá Matias, Titico (Fortaleza, 12.06.1949–)                  | Partido do Movimento Democrático Brasileiro (PMDB) | 3.071 | 2º mandato  |
| 24 | Antonio Augusto Gonçalves                                                 | Partido Comunista do Brasil (PCdoB)                | 3.024 | 1º mandato  |
| 25 | Aluísio Sérgio Novais Eleutério (Fortaleza, 05.11.1956–)                  | Partido Socialista Brasileiro (PSB)                | 2.828 | 2º mandato  |
| 26 | Antonio Guilherme da Silveira                                             | Partido da Social Democracia Brasileira (PSDB)     | 2.768 | 1º mandato  |
| 27 | Luis Átila de Holanda Bezerra (1995-1996) (Fortaleza, 21.02.1951–)        | Partido Social Cristão (PSC)                       | 2.507 | 2º mandato  |
| 28 | Emanuel Teles da Rosa Júnior                                              | Partido Trabalhista Brasileiro (PTB)               | 2.487 | 2º mandato  |
| 29 | Maria Zélia Correia de Sousa (–Fortaleza, 20.12.1992)                     | Partido Social Democrático (PSD)                   | 2.446 | 2º mandato  |
| 30 | Carlos Alberto Gomes Mesquita (Fortaleza, 23.10.1955–)                    | Partido do Movimento Democrático Brasileiro (PMDB) | 2.369 | 1º mandato  |
| 31 | José Tadeu Silva do Nascimento                                            | Partido da Social Democracia Brasileira (PSDB)     | 2.305 | 1º mandato  |
| 32 | Alfredo William Nogueira de Sá                                            | Partido Liberal (PL)                               | 2.258 | 1º mandato  |
| 33 | Cid Marconi Gurgel de Souza (Fortaleza, 29.03.1963–)                      | Partido da Social Democracia Brasileira (PSDB)     | 2.223 | 1º mandato  |
| 34 | Luiz Florêncio Monteiro                                                   | Partido Social Democrático (PSD)                   | 2.171 | 1º mandato  |
| 35 | Tadeu William Ivo Fontes (??, 23.02.1954–)                                | Partido Trabalhista Brasileiro (PTB)               | 2.111 | 1º mandato  |
| 36 | Glauber Lacerda Sindeaux (Senador Pompeu, 14.08.1953–)                    | Partido Social Cristão (PSC)                       | 2.095 | 1º mandato  |
| 37 | Francisco Moreira Leitão (Fortaleza, 03.05.1956–)                         | Partido Progressista Brasileiro (PPB)              | 1.974 | 1º mandato  |
| 38 | Edgar Mendes Filho (Fortaleza, 27.08.1937–)                               | Partido Liberal (PL)                               | 1.958 | 2º mandato  |
| 39 | Mardônio Albuquerque (Fortaleza, 23.04.1941–)                             | Partido Liberal (PL)                               | 1.841 | 2º mandato  |
| 40 | Severino Pires de Souza Filho                                             | Partido Social Cristão (PSC)                       | 1.762 | 1º mandato  |
| 41 | Francisca Firmo Cavalcante Fontoura (–Fortaleza, 2011)                    | Partido Social Democrático (PSD)                   | 802   | 1º mandato  |
| 42 | Agostinho Frederico Carmo Gomes, Tin Gomes (Fortaleza, 28.09.1960–)       | Partido Humanista da Solidariedade (PHS)           | ---   | 1º mandato  |
| 43 | Alberto Gomes de Queiroz (Fortaleza, 21.04.1942–)                         | Partido Popular Socialista (PPS)                   | ---   | 1º mandato  |
| 44 | Edson Nogueira Bernardino, Dr. Edim (??, 21.02.1945–)                     |                                                    | ---   | 1º mandato  |
| 45 | Francisco Batista Torres de Melo (Fortaleza, 24.12.1924–)                 | Partido Democrático Social (PDS)                   | ---   | 1º mandato  |
| 46 | José Maria Arruda Pontes (Fortaleza, 15.08.1951–)                         | Partido dos Trabalhadores (PT)                     | ---   | 1º mandato  |
| 47 | José Moaceny Félix Rodrigues (Fortaleza, 23.10.1948–)                     | Partido Trabalhista Brasileiro (PTB)               | ---   | 1º mandato  |
| 48 | Lucílvio Girão Sales (Maranguape, 16.05.1953–)                            | Partido do Movimento Democrático Brasileiro (PMDB) | ---   | 1º mandato  |

## Legenda
| Cor  | Significado          |
| Bege | Presidente da Câmara |
| Azul | Suplente             |